# 京都建築大学校
京都建築大学校（きょうとけんちくだいがっこう、英略称: KASD）は、京都府南丹市にある私立専修学校。運営母体は、学校法人二本松学院。

## 概要

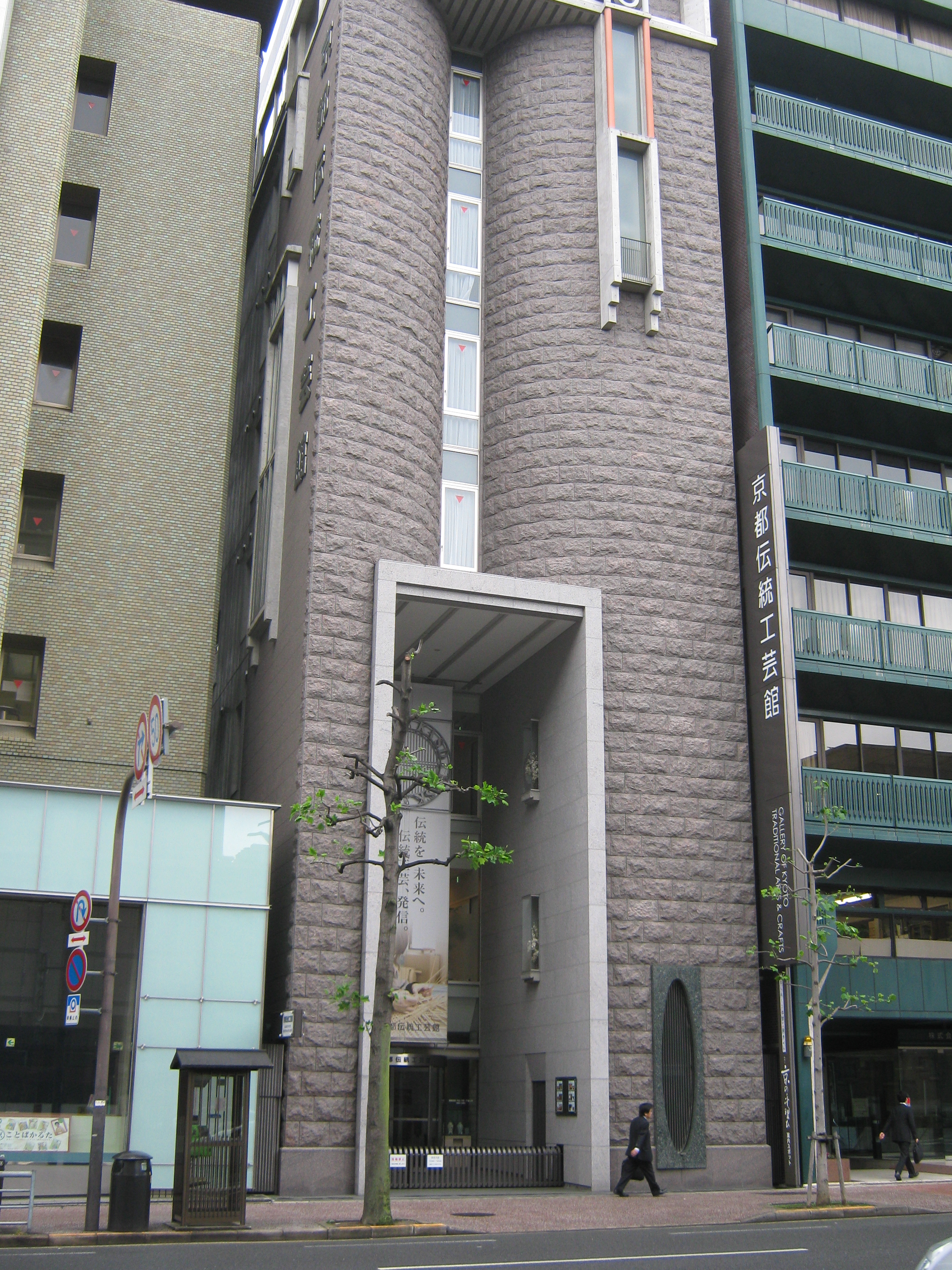
京都伝統工芸館、京都建築大学校と京都伝統工芸大学校が設置、京都市中京区烏丸通御池下ル

1991年に京都国際建築技術専門学校として開校し、2007年4月に、現在の校名に改称した。
学生は、建築科本科を卒業すれば専門士、建築学科を卒業すれば高度専門士を授与される。希望すれば建築科本科を卒業後に建築科専科に進学できる。建築科専科では在学中に一級建築士、二級建築士の受検資格が得られる。
学校法人二本松学院に属し、同学院に京都伝統工芸大学校（英略称: TASK）、京都美術工芸大学を併設している。キャンパスは京都府中部の南丹市にあり、京都市内には同校の支援施設である京都エクステンションセンターがある。
2010年度入学生から、就職保障制度がスタートする。

## 設置学科
建築科
- スタンダード（1・2年次課程）
  - 二級建築士・インテリアプランナー最短取得コース
  - 本科修了時に専門士授与
  - 2年次より「建築コース」「インテリアデザインコース」「一級特進コース」に分かれる。
- エキスパート〈2年制〉
- 専攻科〈1年制・2年制〉（3・4年次課程）
  - 3年次に一級建築士、二級建築士の受験資格
  - 1年次より放送大学の講義を履修することにより学士の取得が可能

建築学科
- 高度専門課程（1・2・3・4年次）
  - 高度専門課程修了時に高度専門士授与、および一級建築士、二級建築士の受験資格
  - 1年次より放送大学の講義を履修することにより学士の取得が可能

## キャンパスおよび周辺
キャンパスが広い。また、学校周辺に本校が経営する学生研修寮（マンション）がある。

## 所在地
- 〒622-0041京都府南丹市園部町二本松1-17

## 交通機関
- 最寄り駅は西日本旅客鉄道（JR西日本）山陰本線・園部駅で、徒歩約5分。

- 京都市内からのアクセスはJR嵯峨野線で約40分、国道9号（自家用車）で約40分。

- 大阪方面からの自家用車アクセスは阪神高速11号池田線池田木部第二出入口～国道173号～国道477号経由で約1時間。

- 神戸方面からの自家用車アクセスは新神戸トンネル～阪神高速7号北神戸線～中国自動車道～宝塚IC～川西市～国道173号～国道477号経由で約90分。

## CMキャラクター
- 山内明日（2005年 - 2008年）
- 中村和可奈（2009年 - ）
- 寺田貴彦（2009年 - ）